# Melozzo da Forlì
 (janvier 2024).
Si vous disposez d'ouvrages ou d'articles de référence ou si vous connaissez des sites web de qualité traitant du thème abordé ici, merci de compléter l'article en donnant les références utiles à sa vérifiabilité et en les liant à la section « Notes et références ».
Melozzo da Forlì (de son appellation courante) ou Ambrosi Melozzo, ou Marco di Giuliano degli Ambrogi, ou Melozzo di Giuliano degli Ambrogi (né à Forlì en 1438 et mort dans sa ville natale en 1494), est un peintre et architecte italien de la Renaissance.

## Biographie
Melozzo nait à Forlì en 1438. De sa première formation, nous ne savons pas grand chose, si ce n’est qu’il fut disciple de Baldassarre Carrari l’Ancien, peintre de tradition giottesque. Melozzo da Forli eut probablement connaissance de l’œuvre d’un autre disciple de Giotto, Guglielmo degli Organi, qui avait peint l’église San Domenico à Forlì ainsi que d'Ansuino da Forlì, qui avait travaillé dans l’église des Ermites à Padoue, et qui introduisit à Forlì la manière d’Andrea Mantegna, dont Melozzo tira par la suite une ligne forte et incisive, l’utilisation des raccourcis et une attention particulière pour l’expressivité des figures. En 1450, Leon Battista Alberti le théoricien de la perspective est appelé à Rimini, (à cinquante kilomètre de Forli) par Sigismondo Pandolfo Malatesta où il demeure quelques années. Si rien n’indique qu’il y eut rencontre, l’influence du grand humaniste est plus que probable et leur trajet dans l’Italie du Quattrocento étonnamment semblable.

### Rome
Il arrive à Rome à l’âge de 26 ans où il travaille comme Pictor papalis, peintre au service du Pape, dans la basilique Saint-Marc sur les fresques San Marco Papa et San Marco Evangelista.
Entre 1464 et 1465, il collabore avec Antoniazzo Romano à la décoration à fresque de la chapelle Bessarione dans la basilique des Saints-Apôtres. Fresques qui, depuis 2008, sont à nouveau visibles. Leon Battista Alberti, l’auteur du de Pictura de 1435, théoricien de la fenêtre ouverte sur le monde est également à Rome à cette période.

### Urbino

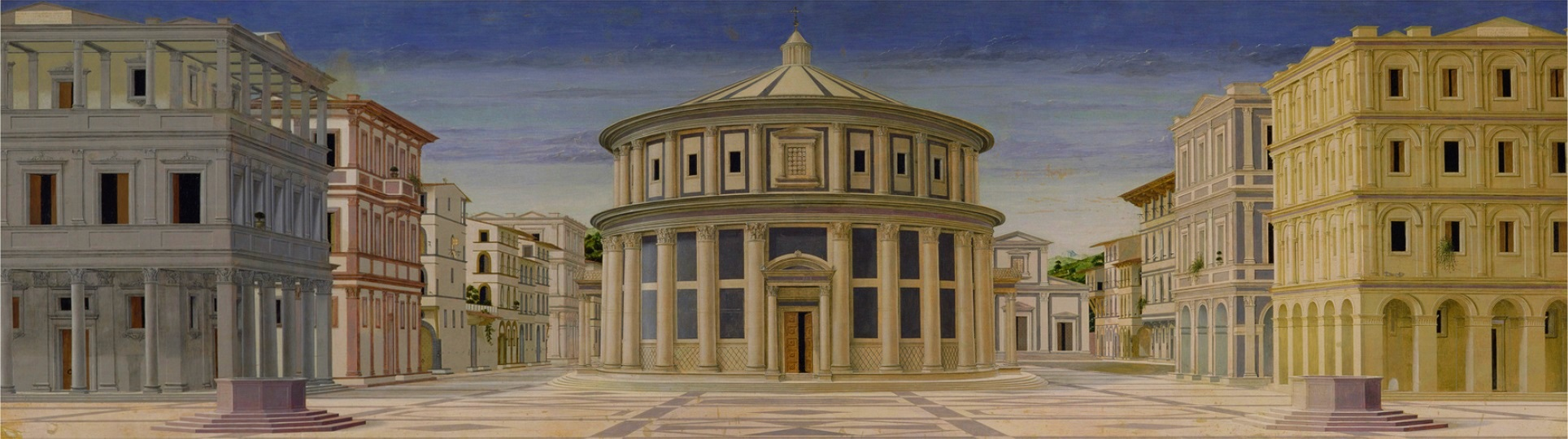
Cité idéale, Galleria Nazionale delle Marche, Urbino.

De 1465 à 1475, Melozzo est à Urbino au service de Frédéric III de Montefeltro à Urbino. La Ville rivalise alors avec les grandes Cités (cf. : Renaissance à Urbino) avec la présence simultané de Piero della Francesca, Leon Battista Alberti, Luciano Laurana, Francesco di Giorgio Martini, Giovanni Santi, Fra Carnevale.
Les conceptions collégiales du travail de l’époque rendent difficiles les attributions des œuvres parmi lesquelles la Cité idéale que certains historiens ont voulu voir de sa main. Quatre peintures restantes des sept allégories des arts libéraux commandés par  Frédéric III de Montefeltro, à savoir : la Musique et la Rhétorique (détruites à Berlin en 1945) semblent également de la main de Melozzo quand deux autres (l’Astronomie et la Dialectique) sont très certainement l’oeuvre du peintre espagnol Pedro Berruguete arrivé à Urbino en 1474.
Reste que du travail de Melozzo à Urbino, il ne reste que très peu de peintures qui lui soient attribuables avec certitude, hormis les panneaux de l'Annonciation des Offices de Florence. Sa présence à Urbino laissa cependant une claire influence sur le peintre flamand Juste de Gand, qui y arriva vers 1473, et sur Pedro Berruguete. Et lui-même en retirera une réputation de maître de la perspective et du raccourci.

### Retour à Rome
Il est de retour à Rome en 1475 où il est nommé Pictor Papalis, peintre officiel de Sixte IV.

Les Anges de Melozzo da Forli à la Pinacothèque vaticane.

Il commence les travaux d'aménagement de la bibliothèque vaticane, dont il subsiste la fresque de l'Investiture de Platina comme Préfet de la Bibliothèque (Pinacothèque vaticane). De son œuvre suivante, la fresque peinte à l'abside des Saints-Apôtres, il reste quelques fragments conservés au Quirinal et à la Pinacothèque vaticane.

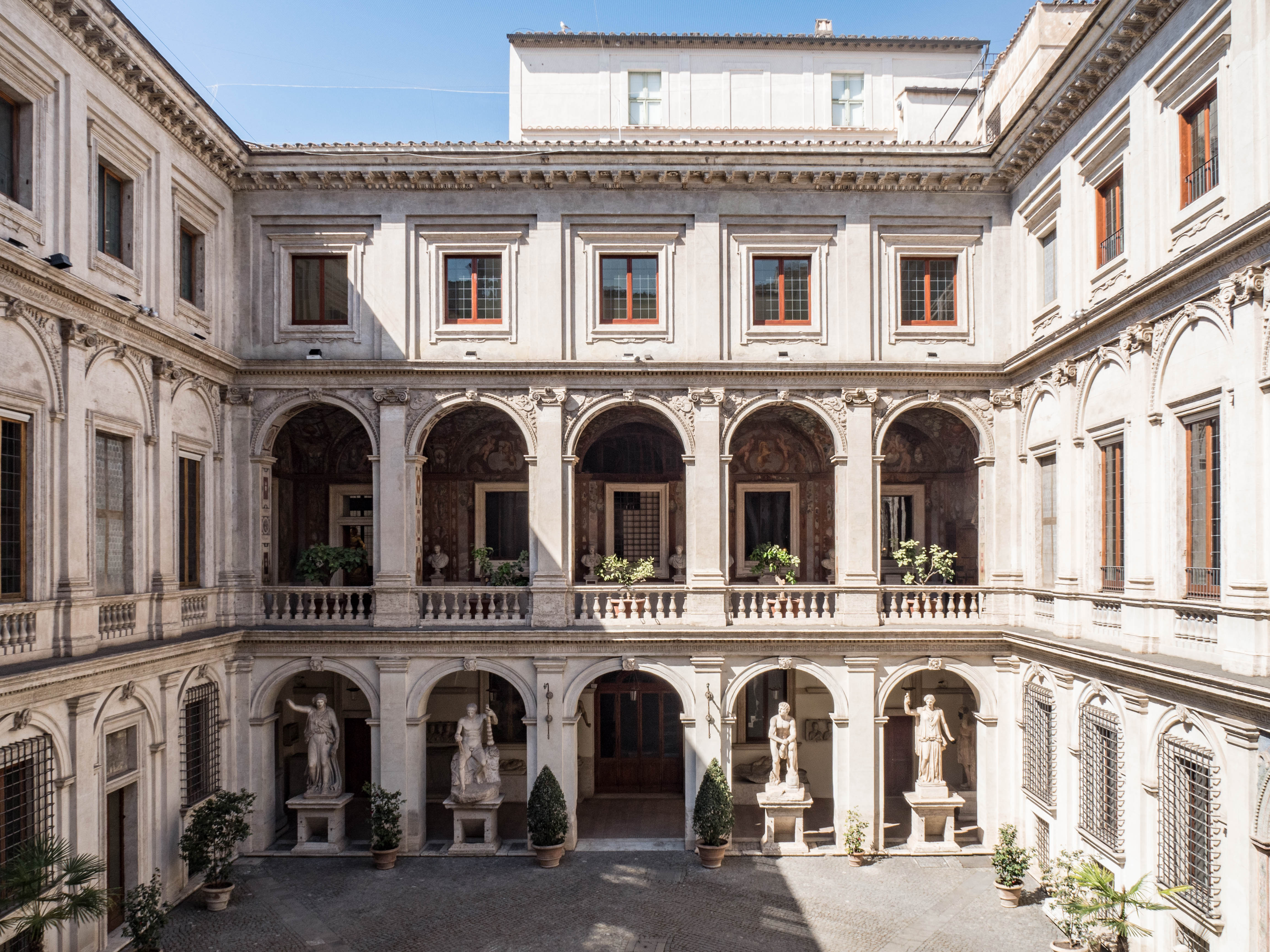
Cour intérieure du palais Altemps.

Le 17 décembre 1478, il est parmi les fondateurs de l'université des Peintres, Miniaturistes et Brodeurs, la future Accademia di San Luca.
À la même époque, il conçoit, pour le compte de Girolamo Riario, un nouveau palais à Rome, le palais Altemps. Girolamo Riario se servit aussi de l’œuvre de Melozzo pour la conception de plusieurs palais à Imola et du palais Riario à Forlì.
Les restaurations de 1984 ont, entre autres, mis au jour des fresques attribuées à l’école de Melozzo, dans la dite Sala della Piattaia.

### Lorette
Il part pour Lorette en 1479 où il entreprend la fresque pour la  Sacristie de Saint-Marc dans la Basilique de la Sainte Maison commanditée par le cardinal Girolamo Basso della Rovere :« le projet prévoyait de disposer d’une série de figures à l’intérieur de la voûte, aperçues pour une correcte vision du bas (sotto in sù), et placées dans des cadres avec des reliefs en faux stuc, de sorte que l’architecture peinte ressemblait à la continuation de l’architecture réelle. Pour le squelette architectural peint, une série de côtes et de cadres convergeraient vers le sommet de la coupole, entourant des fenêtres ouvertes. »

Sainte Maison de Lorette.
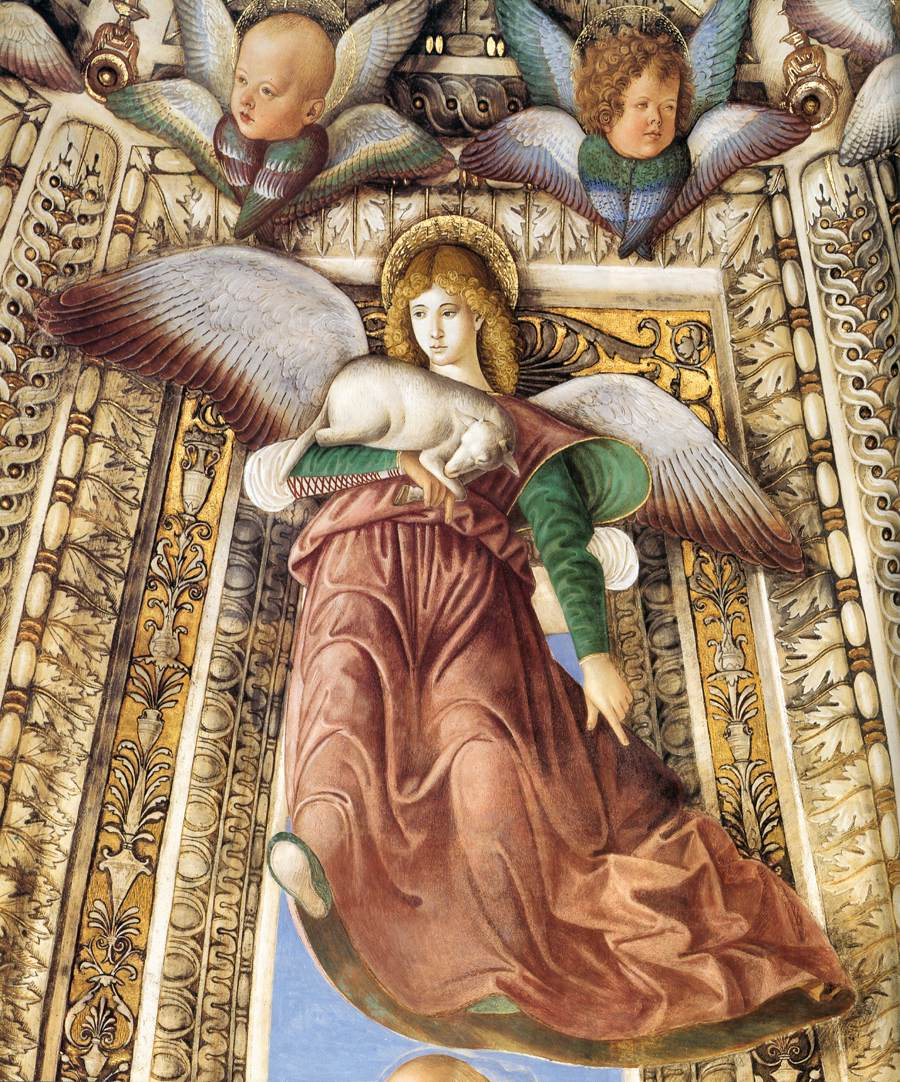
Ange à l’agneau pascal.
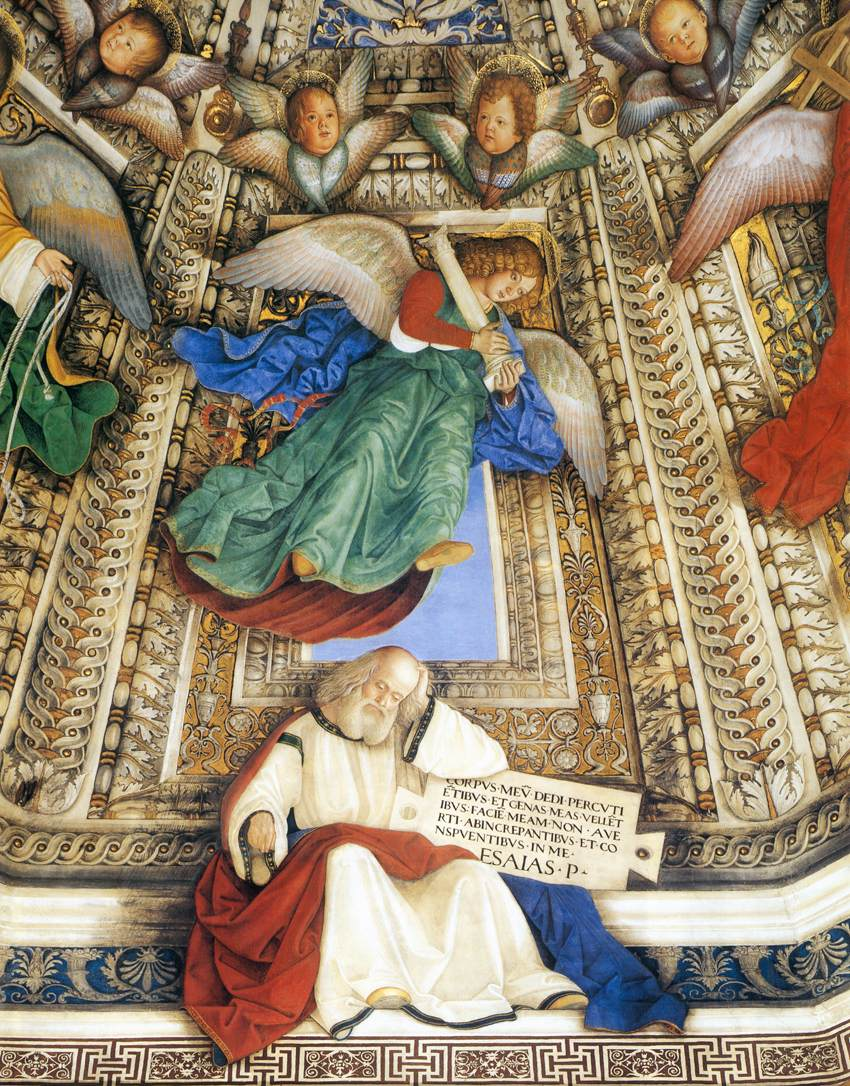
Ange avec instrument de la passion.
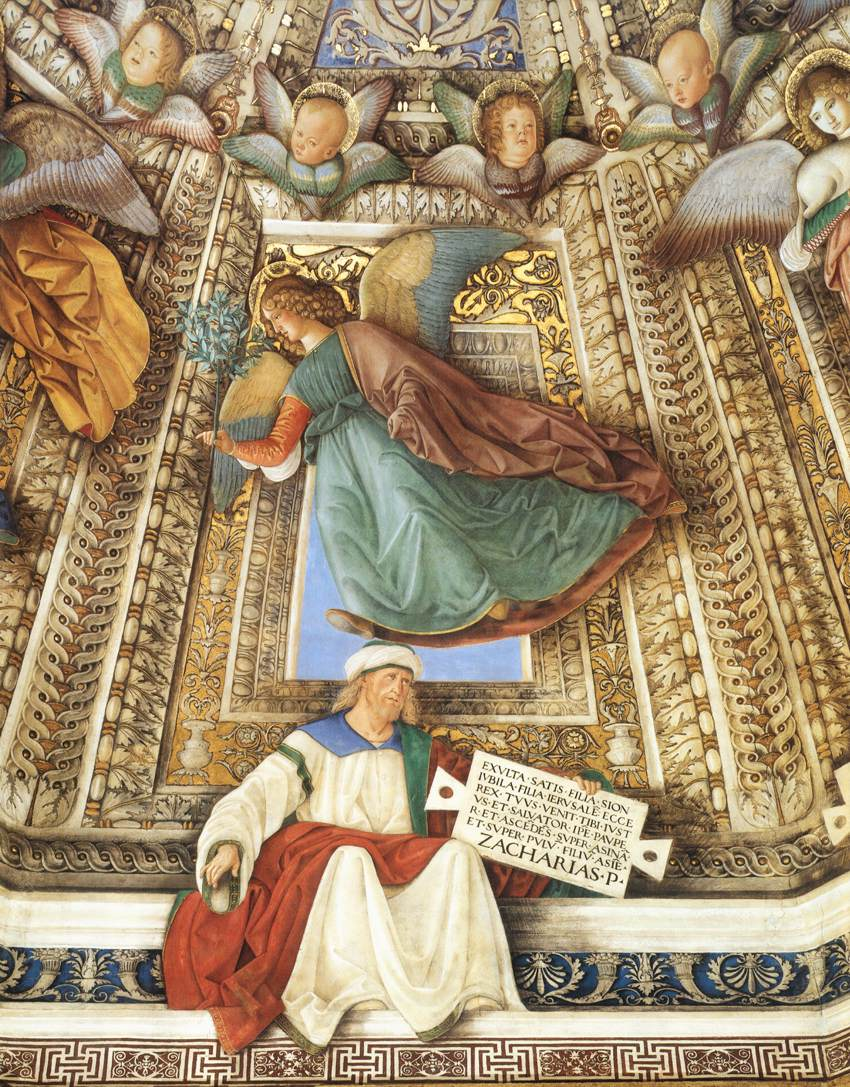
Autre ange avec instrument de la Passion.

C’est ainsi qu’avec la sacristie de Saint-Marc, Melozzo da Forli réalise non seulement, après l'oculo profane du plafond de la chambre des époux du Duc de Mantoue par Andrea Mantegna, le premier di sotto in sù  religieux de l’histoire de la peinture mais également l’une des premières coupoles peintes à fresque régies par les lois de la perspective.. Melozzo da Forli peint pour l’occasion les premières représentations de corps en lévitation inaugurant ainsi l’envol pictural des personnages autour duquel la contre-réforme fondera son identité imaginaire pendant près de trois siècles.

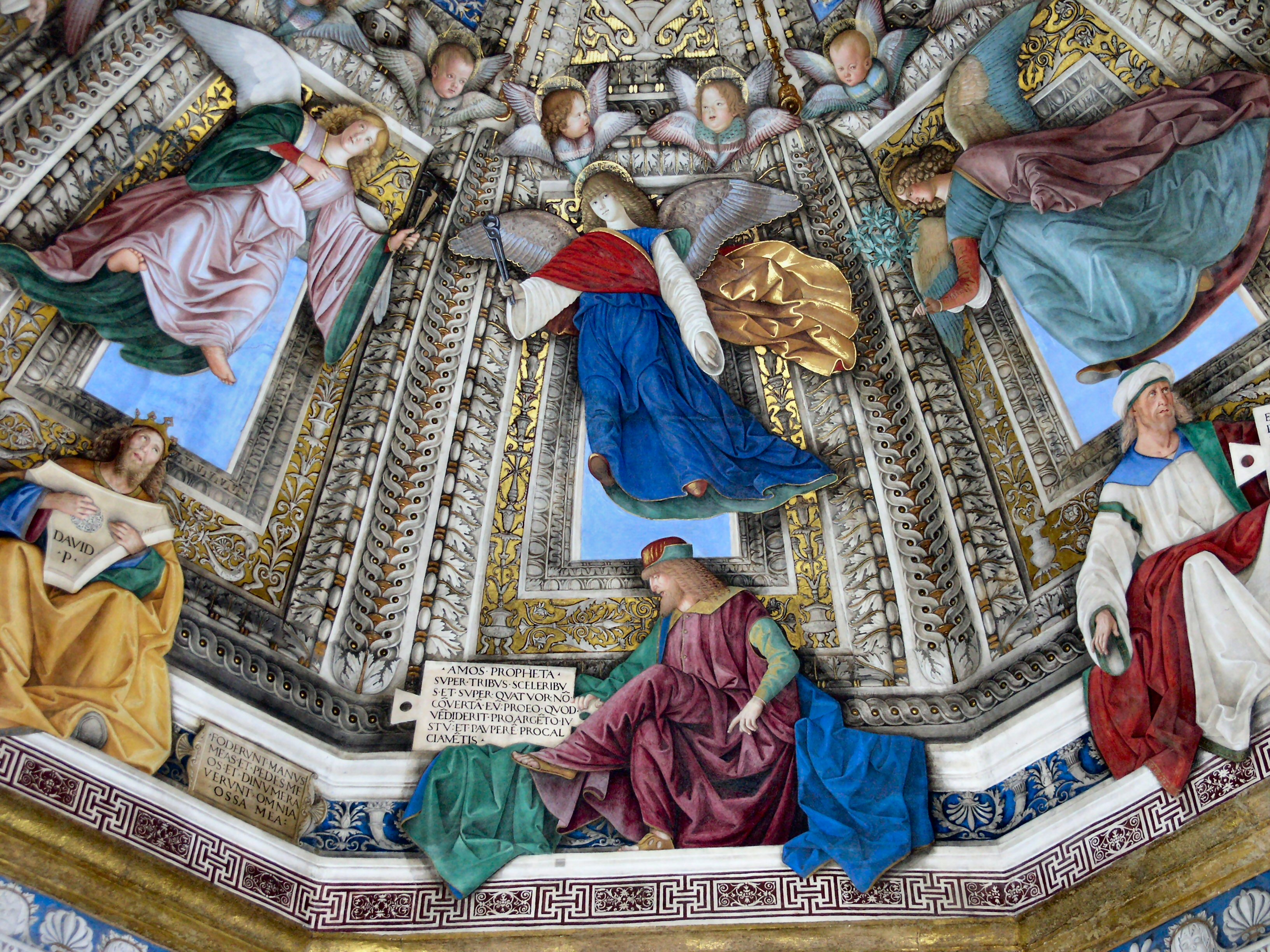
Détail de la fresque de la voûte de la sacristie de Saint-Marc de la basilique de Lorette par Melozzo da Forli.

Accompagné de ses assistants, il ne semble avoir achevé la décoration de la coupole de la sacristie du sanctuaire de Lorette qu'en 1484. De manière quasiment contemporaine, Luca Signorelli peint la Sacristie voisine de la Sainte Maison, la Sacristie de la Cure.

Voûte de la sacristie de Saint-Marc.
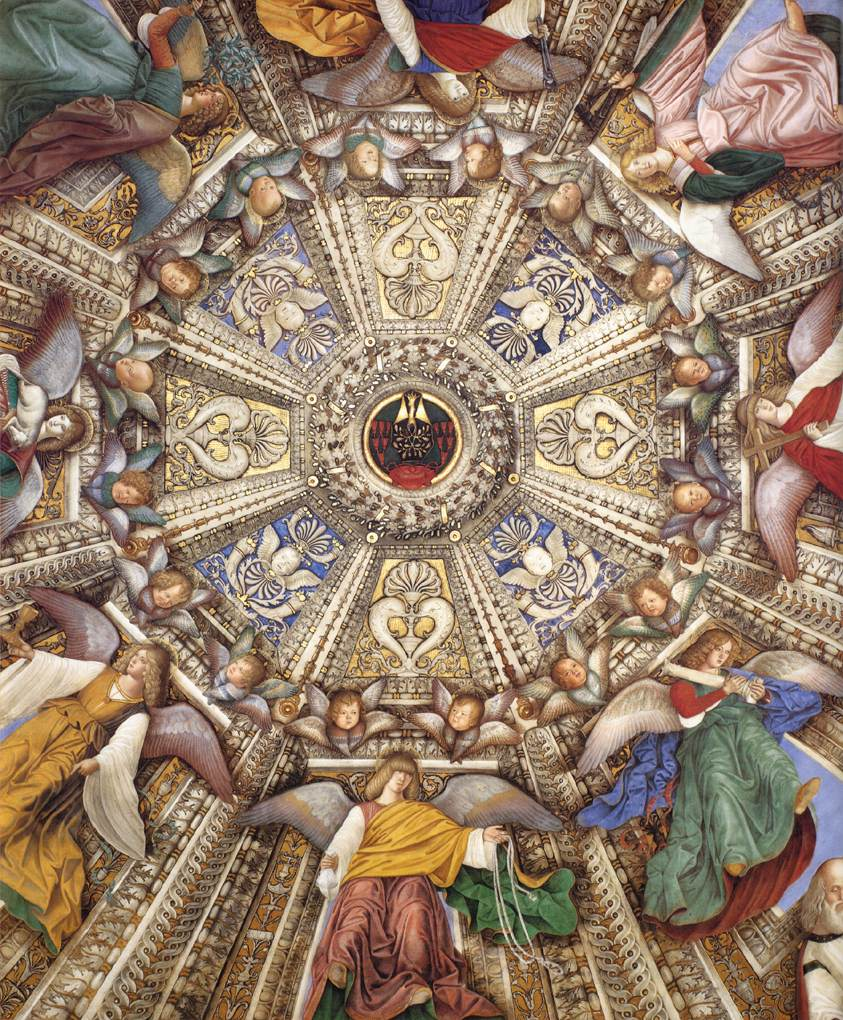
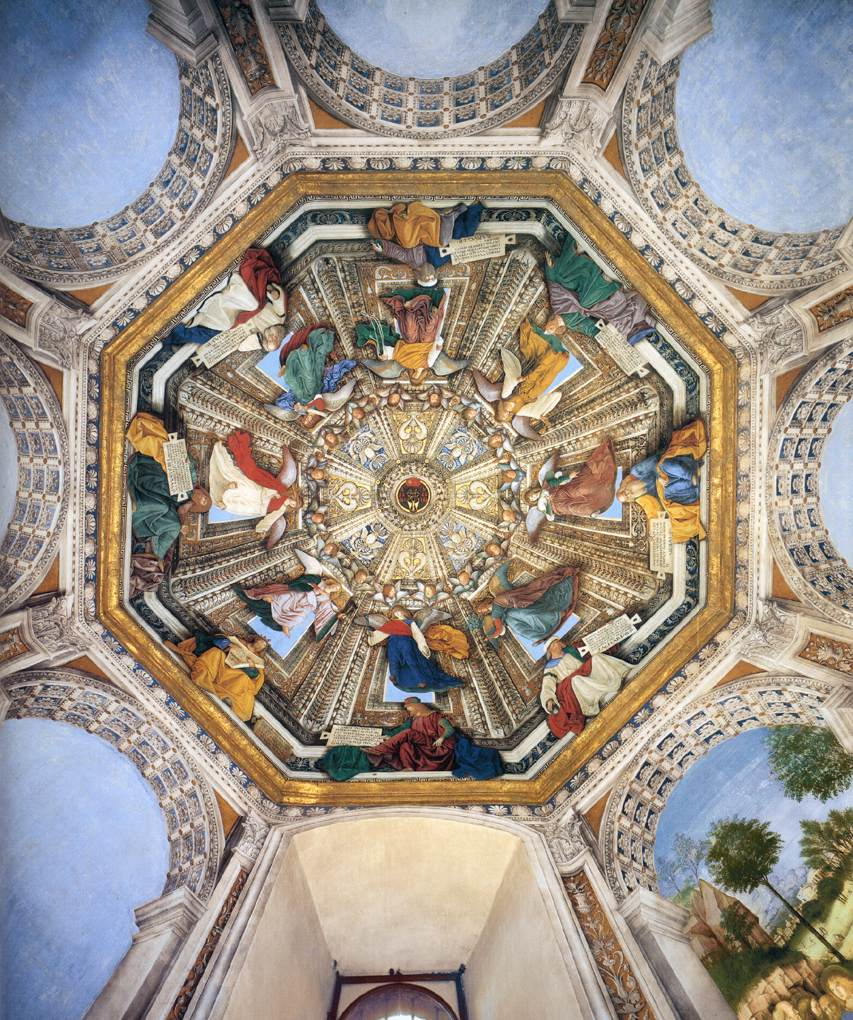

### Retour à Forli

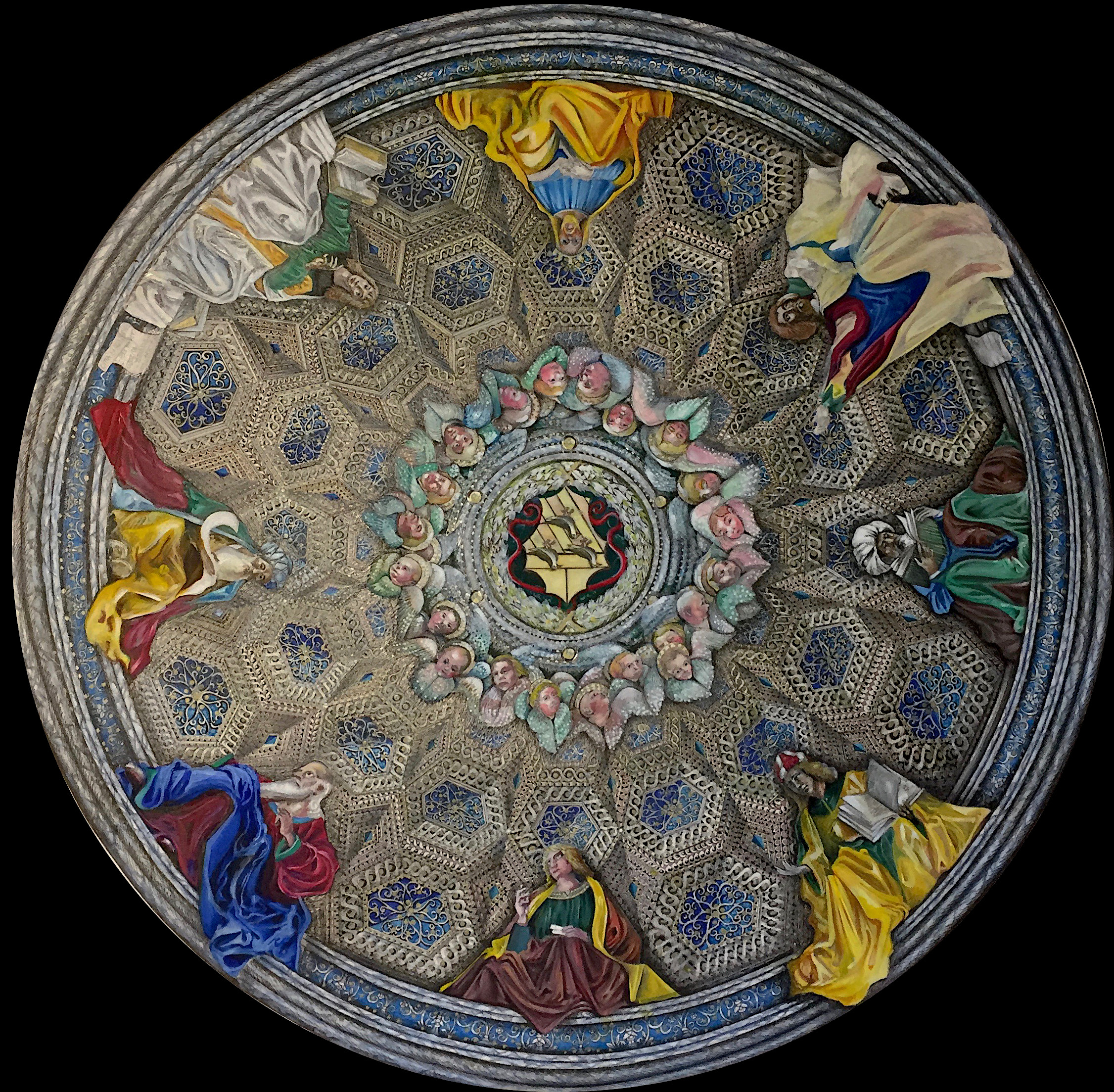
Reconstitution à l'encre, gouache et crayon de la Voûte de la Chapelle Feo par Olivier Maceratesi, d’après des notes manuscrites et graphiques de Girolamo Reggiani (XVIIIe siècle), 10/2020.

Après un nouveau voyage à Rome puis à Ancône, il revient à Forlì, où il réalise, entre 1493 et 1494, un ensemble de fresques avec le concours de son disciple Marco Palmezzano pour l’église San Biagio ; parmi elles, une nouvelle fresque d'intérieur de coupole dans la chapelle Feo. Cette dernière sera détruite en 1944 par les bombardements de la seconde guerre mondiale.
Dans la Pinacothèque civique de la ville de Forli est conservée l’œuvre connue comme Il Pestapepe, probablement exécutée pour le compte d’un commerçant, peut-être comme enseigne de l’activité. Longtemps attribuée à Melozzo, elle a été mise en relation avec les milieux artistiques de Ferrare, peut-être l’œuvre est-elle de Francesco del Cossa.
Melozzo da Forli meurt dans sa ville natale en 1494.
Sa tombe se trouve à l’intérieur de l’église de la Très-Sainte-Trinité.

## Reconnaissance posthume

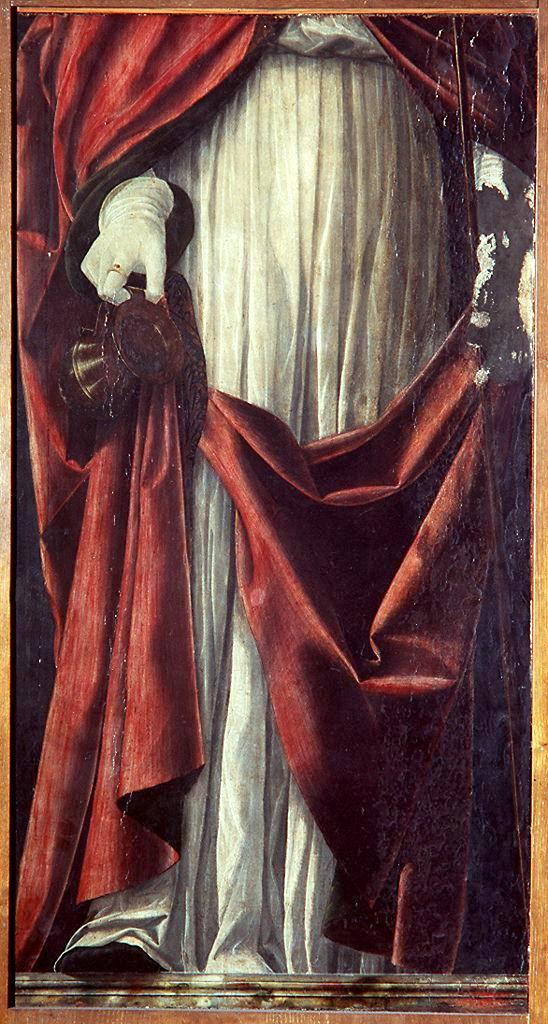
Saint Prosdocime de Padoue, Melozzo da Forli, 1466/1470, musée des Offices, Florence.

La paternité des premières contre-plongées de l’Histoire de l’Art revient à Andrea Mantegna, Melozzo est, non seulement et pour le moins, le premier artiste à réaliser une coupole peinte à fresque selon les règles de la perspective dans le champ de l’iconographie religieuse.
Il fut le premier également à représenter des corps en lévitation de manière illusionniste ouvrant ainsi l’ère des grands plafonds en apesanteur de la Contre-Réforme.
L’aisance virtuose avec laquelle il peint ses figures di sotto’in su en fera, comme l’a écrit Giorgio Vasari, le maître incontesté en perspective.
Reconnu également par Luca Pacioli, Melozzo influença des artistes importants de la Renaissance, tels que Raphaël, Michel-Ange ou Bramante.
Il fait partie de ces artistes que l’on dit polymathe, comme Léonard de Vinci, Bramante ou Michel-Ange : même si l’on ne connait pas d’écrits poétiques de sa main, géomètre, il savait concevoir une architecture complexe, élaborer la peinture qui en ornait les murs ainsi que les éléments décoratifs qui unifiaient l’une à l’autre, en repoussant toujours plus loin les défis géométriques et illusionnistes de son époque.
Parmi ses disciples, l’on trouve Marco Palmezzano, Lorenzo da Viterbo, Giovanni Maria Falconetto, Giovanni del Sega et Antoniazzo Romano également connu sous le nom de Antonio Aquili.

## Œuvres
- Le Pape Sixte IV nommant l'humaniste Platina conservateur de la Bibliothèque du Vatican (v. 1480), fresque reportée sur toile, 370 × 315 cm, musées du Vatican, Rome.
- Fresques, voûte de la sacristie de Saint-Marc, 1477, basilique de la Sainte Maison de Lorette.
- L'Ange Gabriel et La Vierge de Annonciation, musée des Offices, Florence. Ces deux tableaux (116 × 60 cm) étaient monochromes et décoraient un buffet d'orgue. Les couleurs ont été appliquées à la fin du XVe siècle. La partie supérieure des panneaux ayant été tronquée, les figures des saints au revers sont aujourd'hui sans tête[3].
- Anges musiciens : Ange musicien, Ange musicien avec violon, Ange jouant du luth, fresques (v. 1480), musées du Vatican, Rome.
- Ange Musicien, Musée du Prado, Madrid.
- Christ triomphant, fresque (v. 1480), palais du Quirinal, Rome.
- Annonciation, fresque, Panthéon, Rome.
- Le Pileur de poivre, fresque, musée communal, Forlì.

Attribution récente
- La Cité idéale (qui a longtemps été attribuée à Piero della Francesca).

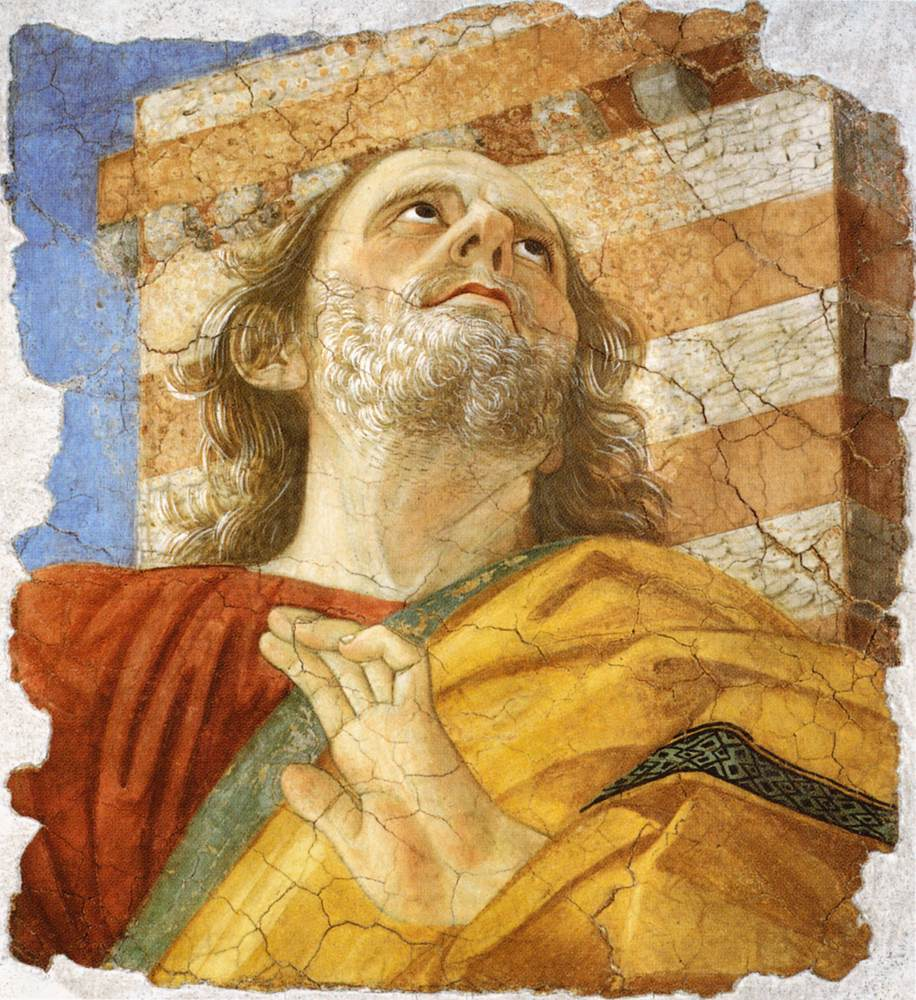
L’art du sotto'in su  de Melozzo da Forli.
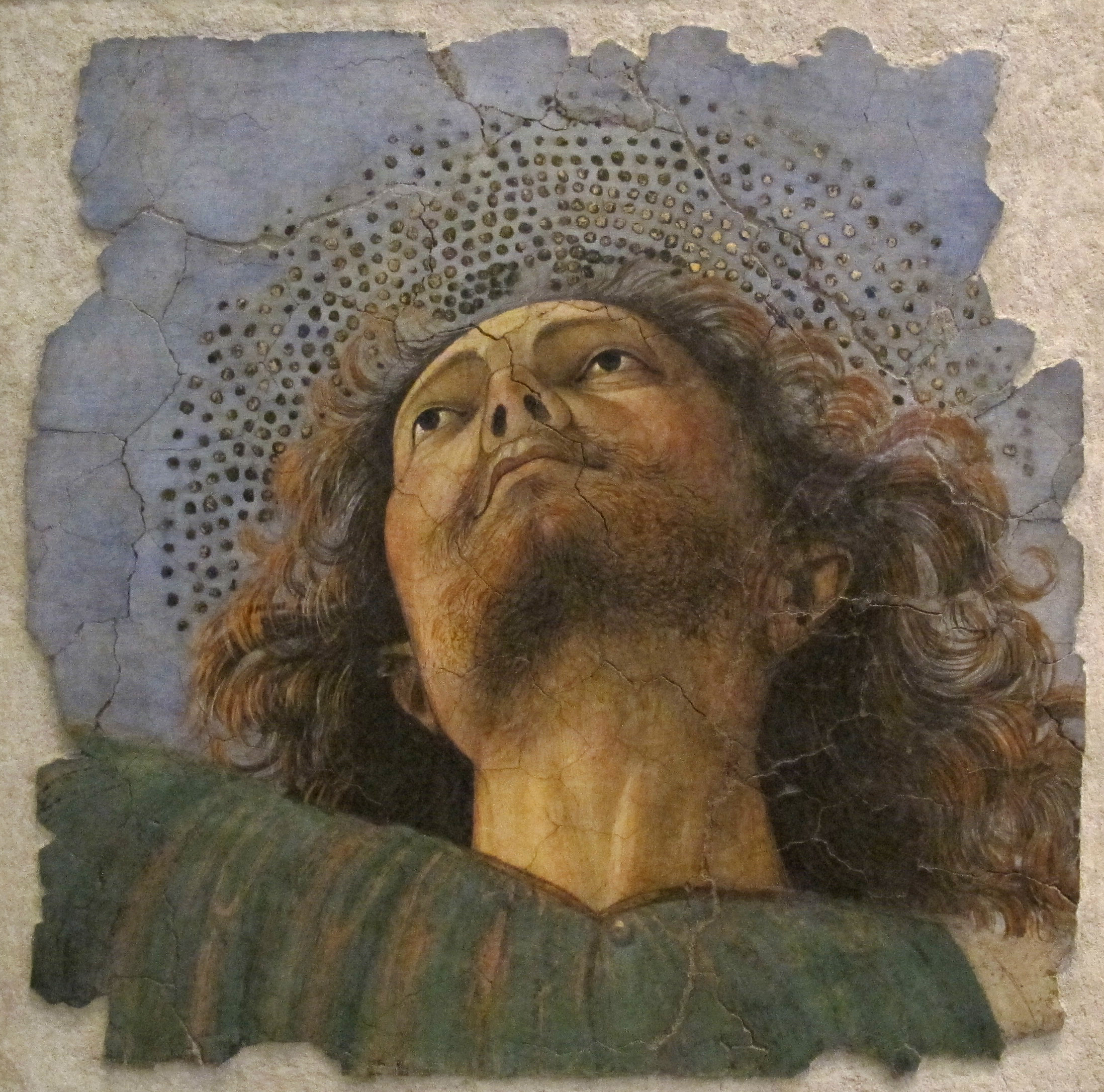
Autre di sott’in su.
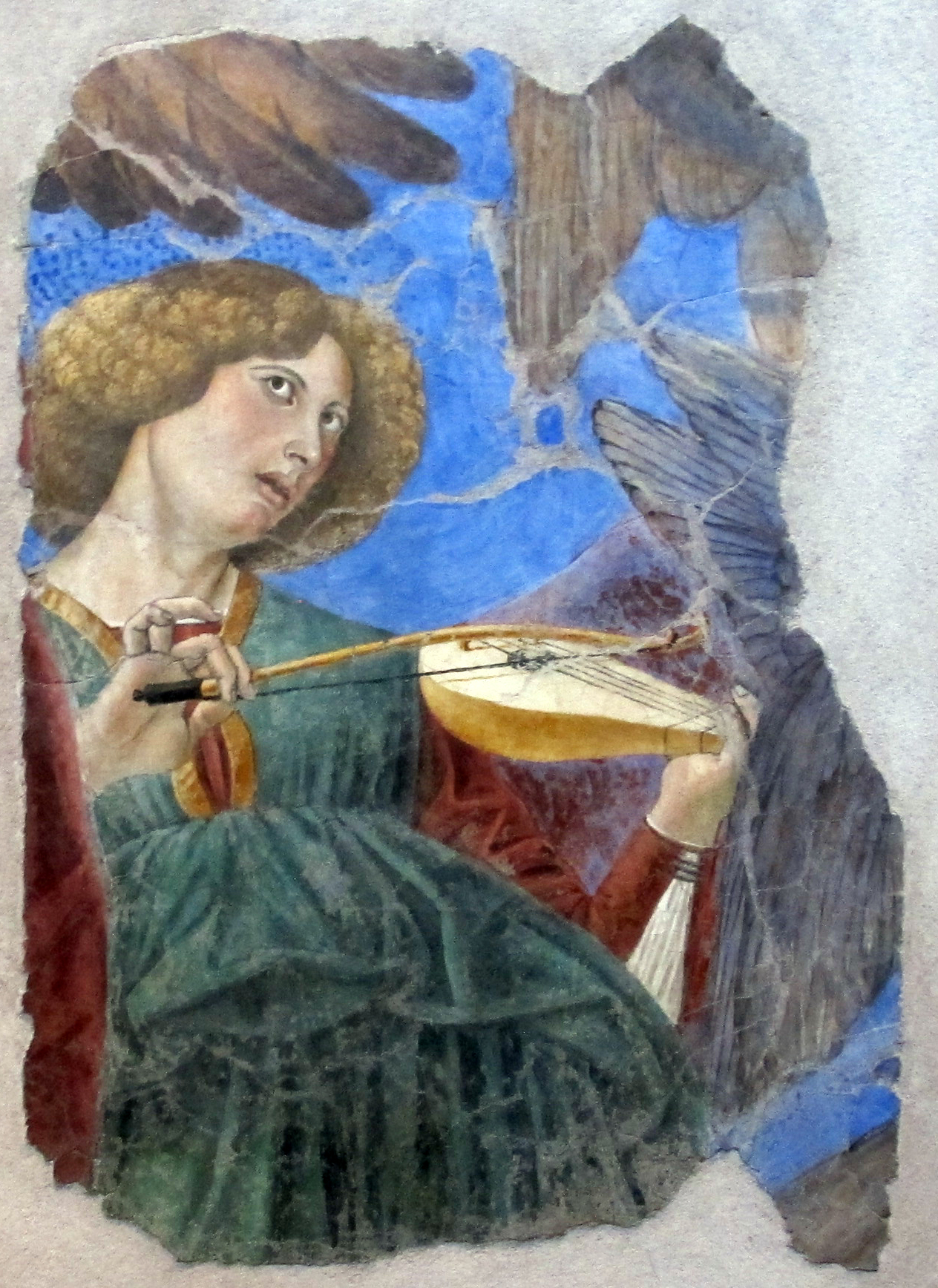
Ange musicien.
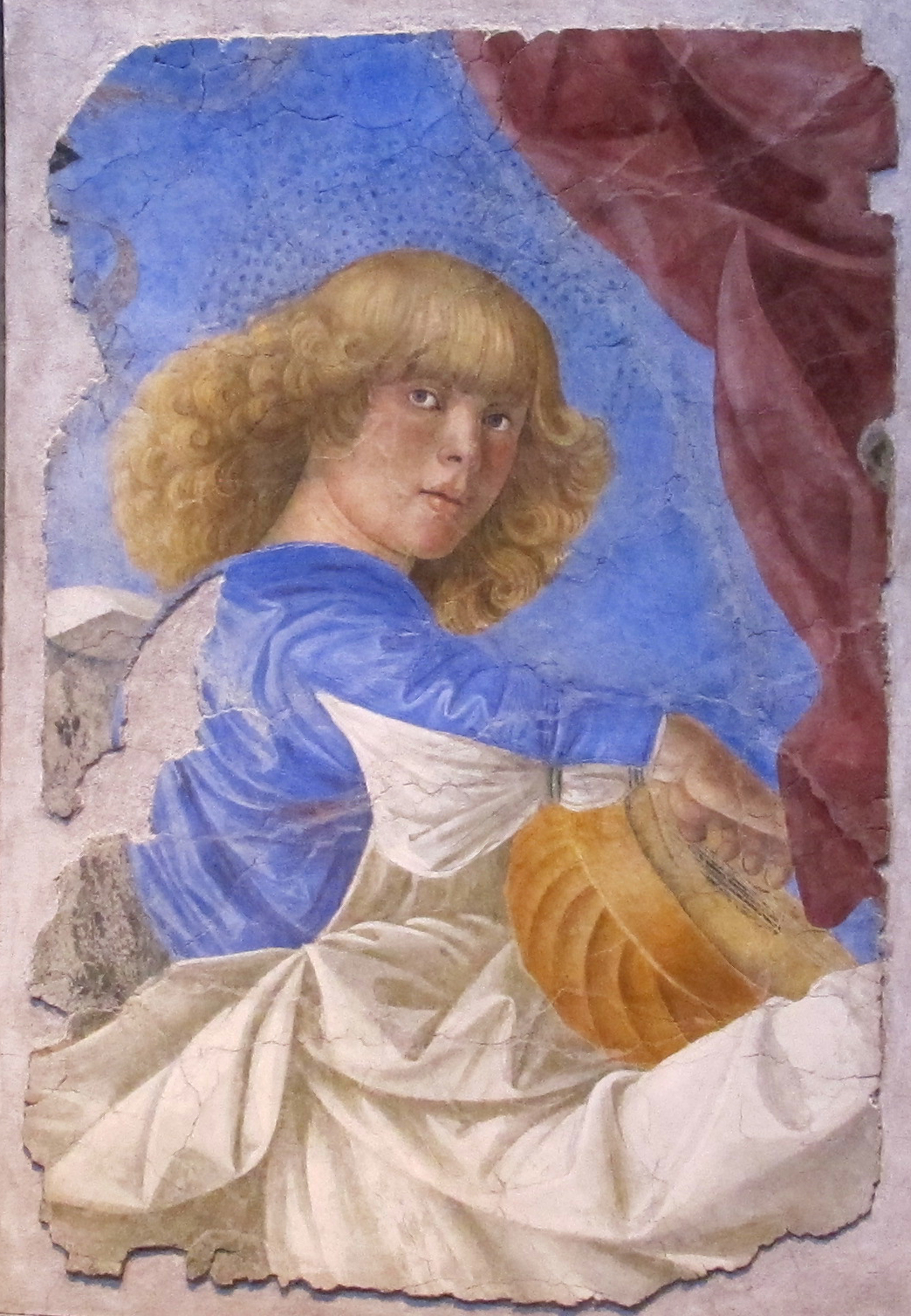
Autre ange musicien.
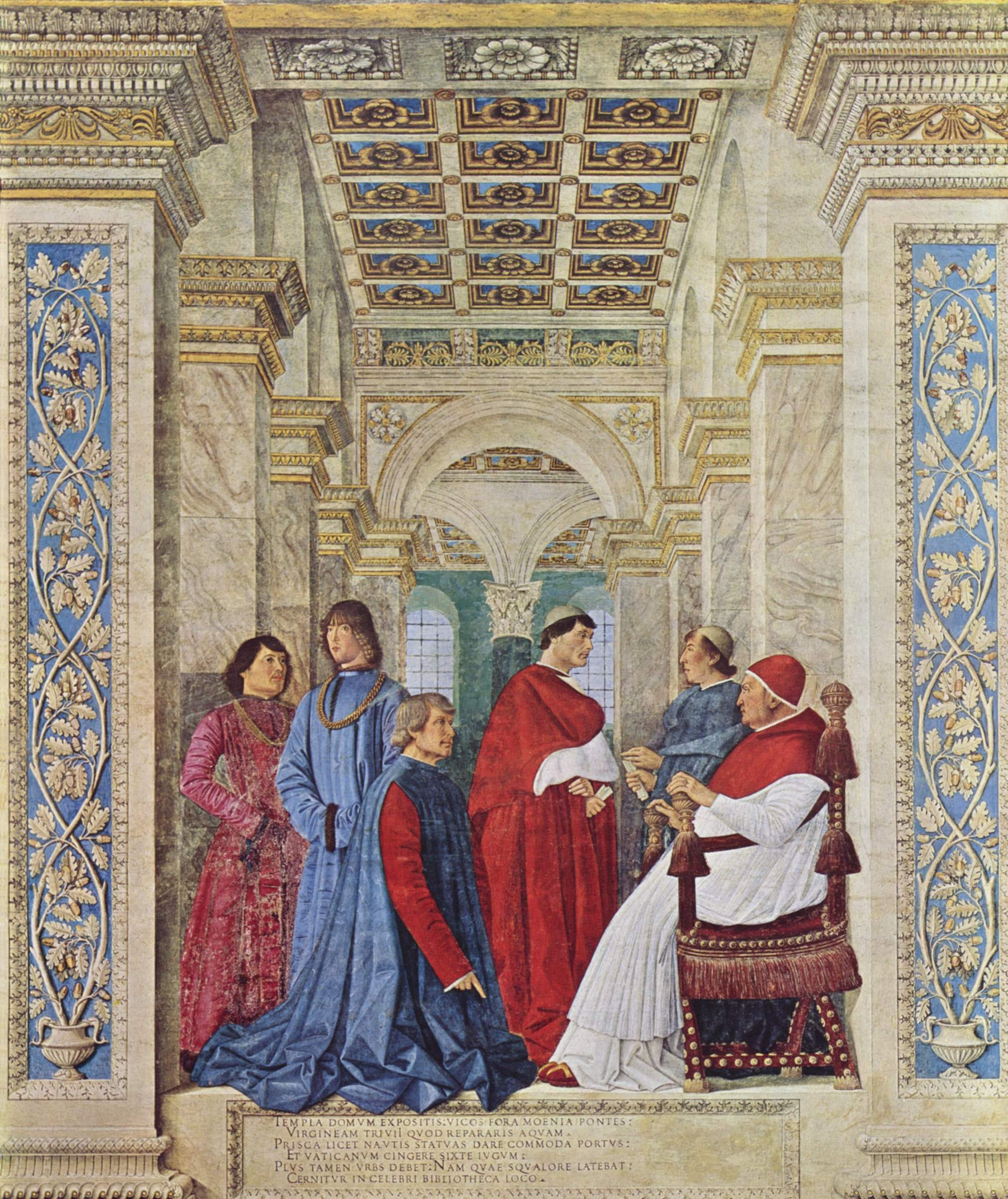
Le Pape Sixte IV nommant l'humaniste Platina conservateur de la Bibliothèque du Vatican (v. 1480).
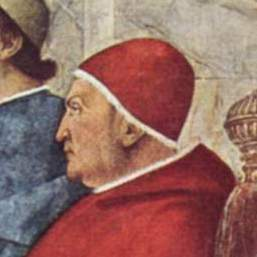
Le Pape Sixte IV, Francesco della Rovere.
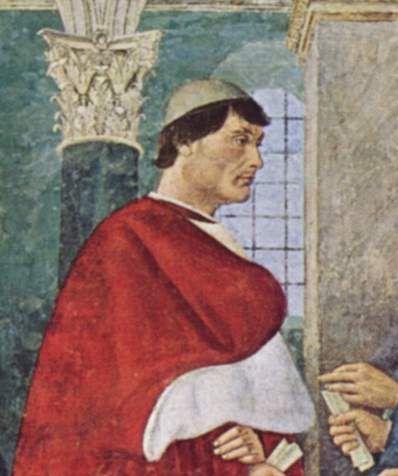
Cardinal Giuliano della Rovere.
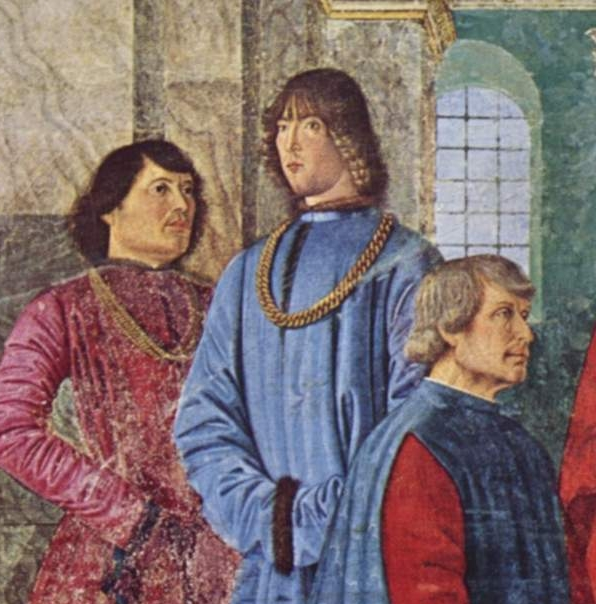
Trois autres personnages.